# Ілюк Дмитро Іванович
Ілюк Дмитро Іванович (псевдо:«Кичера»; 1908, с. Кривопілля, тепер Верховинська селищна громада, Івано-Франківська область — 9 квітня 1952, біля с. Пістинь, тепер Косівська міська громада, Івано-Франківська область) — Лицар Бронзового хреста бойової заслуги УПА.

## Життєпис

Вояки ТВ-21 «Гуцульщина». Підписані на фото: Ілюк Дмитро-«Кичера»; Василь Кузів-«Базь»; Іван Мельничук-«Галайда»; Петро Мельник-«Хмара»; Іван Гаргат-«Липкевич»

Кулеметник сотні УПА ім. Богуна куреня «Гайдамаки» ТВ-21 «Гуцульщина» (1945—1948). Учасник рейду відділів УПА в Румунію (06.-07.1949). Після розформування відділів УПА переведений до теренової сітки ОУН. Охоронець Косівського районного проводу ОУН (1949-04.1952). Загинув у сутичці з опергрупою відділу 2-Н УМДБ Станіславської обл. Старший вістун (?), булавний (31.08.1947) УПА.

## Нагороди
Згідно з Наказом військового штабу воєнної округи 4 «Говерля» ч. 3/47(22) від 31.08.1947 р. кулеметник сотні УПА ім. Богуна куреня «Гайдамаки», булавний УПА Дмитро Ілюк — «Кичера» нагороджений Бронзовим хрестом бойової заслуги УПА.

## Вшанування пам'яті
13.10.2017 р. від імені Координаційної ради з вшанування пам'яті нагороджених Лицарів ОУН і УПА у смт. Верховина Івано-Франківської обл. Бронзовий хрест бойової заслуги УПА (№ 019) переданий Юрію Зітинюку, племіннику Дмитра Ілюка — «Кичери».